# Tal Aizik
Tal „Fly“ Aizik (hebräisch טל אייזיק, * 9. März 1993 in Tel Aviv-Jaffa) ist ein israelischer E-Sportler, der in der Disziplin Dota 2 für Evil Geniuses antritt. Er gewann vier von Valve gesponserte Major-Turniere und erspielte Siegprämien in Höhe von mehr als 2.600.000 US-Dollar, womit er zu den finanziell erfolgreichsten E-Sportlern gehört.

## Karriere
Aizik begann seine E-Sports-Karriere 2010 mit dem MOBA-Spiel Heroes of Newerth, in dem er für Fnatic antrat. Mit der Mannschaft, zu der unter anderem Johan „N0tail“ Sundstein gehörte, siegte er bei dem HoN World Cup 2010 und bei vier Turniere der DreamHack. Im Jahr 2012 wechselte Aizik mit dem Team von Fnatic zum Spiel Dota 2, erreichte bei der DreamHack 2012 in Valencia den ersten Platz und qualifizierte sich für die Teilnahme an dem Turnier The International 2013. Im folgenden Jahr nahm er erneut an dem Turnier teil, nachdem Fnatic allerdings in der Gruppenphase ausschied, trennte sich Aizik nach vier Jahren von seiner Organisation und wechselte  zum neu gegründeten Team Secret. Nach drei Podiumsplatzierungen verließ er das Team noch im selben Jahr und trat 2015 drei Monate lang für den nordamerikanischen Clan compLexity an. Nachdem Aizik mit seiner neuen Organisation bei The International ausschied und es innerhalb des Teams unterschiedliche Vorstellungen über die Zukunft gab, wechselte er zurück nach Europa und war er eines der Gründungsmitglieder des Clans (monkey) Business, das im Oktober 2015 zu OG umfirmiert wurde, bei dem er erneut mit seinem früheren Mitspieler und Freund Sundstein zusammenspielte. Nur einen Monat später siegte Aizik als Außenseiter bei dem ersten von Spieleentwickler Valve gesponserten Major-Turnier, dem Frankfurt Major 2015 im Finale mit 3:1 gegen Team Secret. In den folgenden beiden Jahren gewann er mit OG auch das Manila Major 2016, das Boston Major 2016 und das Kiev Major 2017. Aizik und Sundstein waren damit die ersten Spieler, die vier Valve-Major-Turniere gewannen. Obwohl das Team die Saisons über erfolgreich war, blieben sowohl 2016 als auch 2017 die erwarteten Erfolge bei den jeweiligen Ausgaben von The International aus. Im Mai 2018 verließ er das Team um erneut für eine amerikanische Organisation, Evil Geniuses, anzutreten. Bei The International 2018 erreichte Aizik mit seinem neuen Team den dritten Platz, während OG das Turnier gewinnen konnte und sich gegen Evil Geniuses in der zweiten Runde des Hauptevents mit 2:1 durchsetzte. In der folgenden Saison wurde er bei drei Major-Turnieren Dritter und im Jahr 2021 erreichte er bei beiden Major-Wettbewerben das Finale. Im Anschluss an The International 10 wechselte Fly in die südostasiatische Region und trat der neu gegründeten Dota-2-Abteilung von Talon Esports bei. Seit dem 12. November 2023 spielt er beim amerikanischen Team nouns.

## Erfolge (Auswahl)

### Heroes of Newerth
| Datum     | Platz | Turnier               | Preisgeld |
| --------- | ----- | --------------------- | --------- |
| Nov. 2010 | 1.    | DreamHack Winter 2010 | 1.715 $   |
| Jan. 2011 | 1.    | HoN World Cup 2010    | 2.000 $   |
| Juni 2011 | 1.    | DreamHack Summer 2011 | 1.729 $   |
| Nov. 2011 | 1.    | DreamHack Winter 2011 | 4.280 $   |
| Juni 2012 | 1.    | DreamHack Summer 2012 | 5.688 $   |

### Dota 2
| Datum     | Platz   | Turnier                          | Preisgeld |
| --------- | ------- | -------------------------------- | --------- |
| Sep. 2012 | 1.      | DreamHack Valencia 2012          | 1.038 $   |
| Dez. 2012 | 1.      | THOR Open 2012                   | 2.993 $   |
| Nov. 2013 | 2.      | DreamHack Winter 2013            | 3.000 $   |
| Juni 2014 | 2.      | Dota 2 Champions League Season 3 | 3.391 $   |
| Juni 2014 | 3. – 4. | ESL One Frankfurt                | 4.218 $   |

| Datum     | Platz   | Turnier                         | Preisgeld |
| --------- | ------- | ------------------------------- | --------- |
| Okt. 2014 | 3. – 4. | ESL One New York                | 2.649 $   |
| Okt. 2014 | 2.      | StarLadder StarSeries Season 10 | 9.424 $   |
| Dez. 2014 | 3.      | The Summit 2                    | 8.957 $   |

| Datum     | Platz | Turnier              | Preisgeld |
| --------- | ----- | -------------------- | --------- |
| Nov. 2015 | 1.    | Frankfurt Major 2015 | 222.000 $ |
| Juni 2016 | 1.    | Manila Major 2016    | 222.000 $ |
| Dez. 2016 | 1.    | Boston Major 2016    | 200.000 $ |
| Apr. 2017 | 1.    | Kiev Major 2017      | 200.000 $ |

| Datum     | Platz | Turnier                          | Preisgeld |
| --------- | ----- | -------------------------------- | --------- |
| Aug. 2018 | 3.    | The International 2018           | 536.175 $ |
| Nov. 2018 | 3.    | Kuala Lumpur Major 2018          | 020.000 $ |
| Jan. 2019 | 3.    | Chongqing Major 2019             | 020.000 $ |
| Mai 2019  | 3.    | MDL Disneyland Paris Major 2019  | 020.000 $ |
| Apr. 2021 | 2.    | ONE Esports Singapore Major 2021 | 020.000 $ |
| Juni 2021 | 2.    | WePlay Animajor                  | 020.000 $ |